# Lakmé (personnage)
Lakmé est le personnage éponyme de l'opéra Lakmé de Léo Delibes.

## Personnage
Lakmé est le personnage féminin principal de l'opéra Lakmé de Léo Delibes créé en 1883. Le rôle, librement inspiré de la Rarahu du Mariage de Loti de Pierre Loti, est écrit pour une voix de soprano,.
Dans le livret, Lakmé est une indienne, fille du prêtre brahmane fanatique Nilakantha, qui s'éprend de l'officier anglais Gérald. Ces sentiments sont réprouvés par son père. Lorsque Gérald est persuadé de retourner dans son régiment, elle se donne la mort : « autant que par amour, c'est par orgueil que Lakmé s'empoisonnera, avec une fleur mystérieuse de la forêt indienne, forçant, par sa mort même, le respect de son amant sur le point de l'abandonner » ».

## Rôle
Le rôle est exigeant car il nécessite « à la fois l'émotion nuancée du soprano lyrique et la virtuosité brillante d'une chanteuse plus légère ».
Dans l'opéra, Lakmé chante notamment les airs :
- « Blanche Dourga », prière au premier acte ;
- « Sous le dôme épais » (le Duo des fleurs), duetto avec Mallika, au premier acte ;
- « Où va la jeune Hindoue », dit l'Air des clochettes, aux « célèbres vocalises[3] », au deuxième acte ;
- « Tu m'as donné le plus beau rêve », au troisième acte, air de Lakmé expirante, « chantant sa joie de mourir après avoir connu un grand amour[3] ».

## Interprètes
Le rôle a été créé en 1883 par Marie van Zandt,.
Au XXe siècle, les cantatrices Lily Pons, Mado Robin, Joan Sutherland, Christiane Eda-Pierre et Mady Mesplé, puis plus récemment Natalie Dessay et Sabine Devieilhe, sont de grandes interprètes de Lakmé.